# El Brendel
El Brendel, ursprungligen Elmer Goodfellow Brendle, född 25 mars 1890 i Philadelphia, död 9 april 1964 i Hollywood i Los Angeles, var en amerikansk vaudevillekomiker och filmskådespelare.
På teaterscenen framträdde Brendel ofta tillsammans med hustrun Flo Bert. Tack vare sin imitation av en svensk accent blev han känd som The Synthetic Swede. Filmkarriären påbörjade Brendel år 1926.
Brendel ligger begravd på Hollywood Forever Cemetery.